# Ӏ (слово ћирилице)
Ӏ(Ӏ ӏ; italic: Ӏ ӏ) је слово у ћириличном писму. Слово "Ӏ" је обично без великих и малих слова. Уведена је крајем 1930-их као хинду-арапска цифра „1“, а на ћириличним тастатурама се обично штампа као римски број „I“. Уникод тренутно подржава и палочку са великим словом/без великих слова на U+04C0 и ређу палочку са малим словом на U+04CF. Палочка обележава глоталне  и фарингеалне сугласнике.

## Форма
Слово изгледа слично цифри 1. Његово велико слово подсећа на латинично слово I (I i) у великом облику, док његово мало слово подсећа на латинично слово L (L l) у малом облику.

## Историја
Ћирилична палочка је директно изведена из арапског слова алиф. ا ⟩. Назив слова потиче од деминутива руске речи палка. У раним данима Совјетског Савеза, многа неруска ћирилична писма садржала су само слова руске азбуке како би била компатибилна са руским писаћим машинама. Звукови који нису били присутни у руском језику обележавани су диграфима и другим комбинацијама слова. Палочка је била једини изузетак јер је уместо слова коришћена нумеричка цифра 1. У ствари, на многим руским писаћим машинама, знак није изгледао као цифра 1 већ као римски број I са серифима. То је и даље уобичајено јер палочка није присутна у већини стандардних распореда тастатуре (а код неких од њих чак ни слично ћирилично слово са тачком i ⟨ І ⟩) или уобичајене фонтове и стога се не може лако унети или поуздано приказати на многим рачунарским системима. На пример, чак и званични сајт Народне скупштине Републике Ингушетије користи цифру 1 уместо палочке.

## Употреба
У абазинским, аварским, чеченским, даргинским, ингушким, лакским, лезгијским, табасаранским и цахурским писмима, то је модификујуће слово које сигнализира претходни сугласник као избацујући или фарингеални сугласник; ово слово само по себи нема фонетску вредност.
На адигејском језику, палочка сама по себи представља глотални стоп .
У чеченском језику, палочка прави претходни прекидни или африкатни изјективни знак ако је безвучан, или фарингеализован ако је звучан, али такође представља фарингеализовани глотални плозив  када не следи после стоп-а или африката. Као изузетак, у диграфу ⟨хӀ⟩, производи се безвучни глотални фрикатив . Ингуш је сличан.
Изузетно међу кавкаским језицима, абхазки не користи палочку, већ уместо тога користи низ посебних слова за разликовање избацивајућих и неизбацивајућих (аспирираних) сугласника.

## Рачунарски кодови
| Знак                      | Ӏ                        | Ӏ                        | ӏ                              | ӏ                              |
| ------------------------- | ------------------------ | ------------------------ | ------------------------------ | ------------------------------ |
| Назив у Уникоду           | CYRILLIC LETTER PALOCHKA | CYRILLIC LETTER PALOCHKA | CYRILLIC SMALL LETTER PALOCHKA | CYRILLIC SMALL LETTER PALOCHKA |
| Врста кодирања            | децимална                | хексадецимална           | децимална                      | хексадецимална                 |
| Уникод                    | 1216                     | U+04C0                   | 1231                           | U+04CF                         |
| UTF-8                     | 211 128                  | D3 80                    | 211 143                        | D3 8F                          |
| Нумеричка референца знака | &#1216;                  | &#x4C0;                  | &#1231;                        | &#x4CF;                        |

## Белешке
1. ↑  Шаблон:Langx, , Шаблон:Lit. "stick", Шаблон:Pl. палочки,